# Monofilament

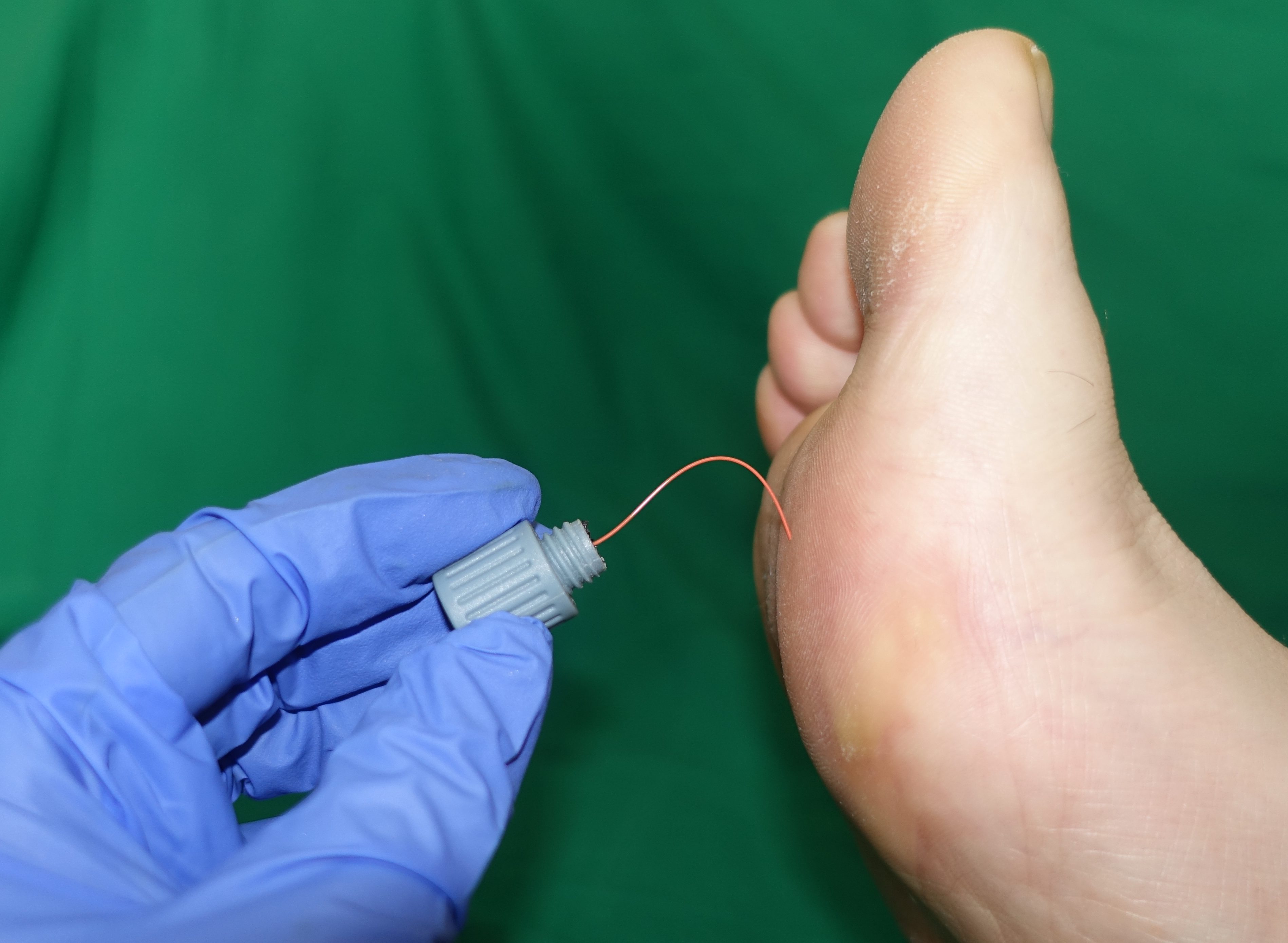
Testung mit Semmes-Weinstein-Monofilament

Das Monofilament nach Semmes-Weinstein ist ein neurologisches Untersuchungsinstrument für den Arzt, Ergotherapeuten oder Podologen. Es besteht aus einem einzelnen, relativ steifen Kunststofffaden (Monofil), der bei einer festgelegten Kraft ausknickt, üblicherweise bei 0,1 N.
Es dient insbesondere zur Untersuchung der Sensibilität in den Füßen und Beinen. Durch Aufdrücken des Monofilamentes bis zu dem Punkt, an dem es ausknickt, wird ein definierter Druck aufgebaut, der von einem gesunden Patienten gespürt werden sollte. Fehlt die Wahrnehmung des Druckes, so besteht ein Verdacht auf eine Neuropathie.
Aufgrund der sehr einfachen Untersuchung und des preiswerten Instrumentes ist es ein gutes Screeningverfahren für diabetische Polyneuropathie im Rahmen des Disease-Management-Programms in der Allgemeinmedizinpraxis.